# Arteriae sigmoideae

Die Arteria mesenterica inferior und ihre Äste, unten rechts im Bild die Arteria sigmoidea

Die Arteriae sigmoideae („Sigmoid-Arterien“) sind Arterien (Schlagadern) der Bauchhöhle. In der Regel gehen drei Aa. sigmoideae als 2. bis 4. Ast von der Arteria mesenterica inferior (untere Eingeweidearterie) ab, es können aber auch zwei dieser Arterien zunächst in einem gemeinsamen Anfangsstück von der A. mesenterica abgehen und sich erst kurz danach aufspalten. Ihre Aufgabe ist die Versorgung von Teilen des Dickdarms, in der Hauptsache des Colon sigmoideum.

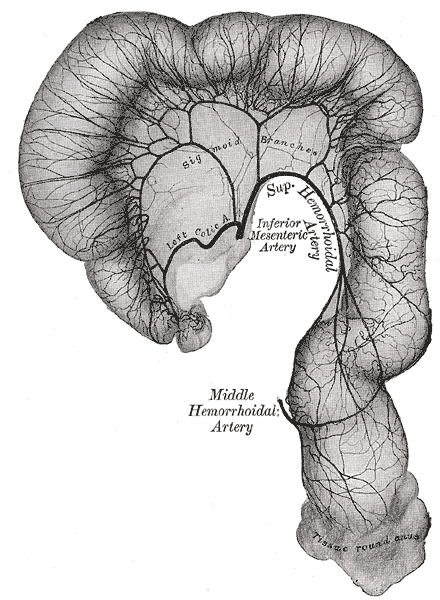
Oben: Die Arteria sigmoidea

 Die Aa. sigmoideae bilden zusammen mit dem absteigenden Ast der A. colica sinistra und der A. rectalis superior ein System teilweise kollateral ausgebildeter anastomosierender Arkaden, aus dessen Bögen die radial ausstrahlenden Ae. rectae abgehen und das Colon sigmoideum versorgen. 